# Pourquoi pas nous ?
Pour plus de détails, voir Fiche technique et Distribution.
Pourquoi pas nous ? est un film français de Michel Berny sorti en 1981.

## Synopsis
Un catcheur (Marcello alias « Cromagon ») et une libraire (Jacqueline) disgraciés par la vie s'éprennent l'un de l'autre.

## Fiche technique
- Titre : Pourquoi pas nous ?
- Réalisation : Michel Berny, assisté de Marc Rivière, Stéphane Clavier
- Scénario : Michel Berny et Alain Godard, d'après le roman éponyme de Patrick Cauvin
- Musique : Vladimir Cosma
- Montage : Nicole Saunier
- Directeur de la photographie : Marcel Grignon
- Genre : comédie romantique
- Langues : Français
- Date de sortie : 3 juin 1981 (France)

## Distribution
- Aldo Maccione : Marcello Degli Fiori, alias Cromagnon
- Dominique Lavanant : Jacqueline Puiset
- Gérard Jugnot : Guillaume
- Maurice Biraud : M. Simon
- Henri Guybet : Raymond
- Florence Giorgetti : Marie-Claude
- Hubert Deschamps : l'ophtalmo
- Christiane Jean : Danny
- Daniel Russo : Guy Loiseau
- Daniel Langlet : Pierre Janolle
- Daniel Desmars : Ferreol
- Denise Provence : la patronne de l'hôtel
- Michel Such : un client de la librairie
- Mario Santini :
- Salvatore Bellomo :